# بلاف سیتی (تنسی)
بلاف سیتی(به انگلیسی: Bluff City) شهری در ایالت تنسی کشور ایالات متحده آمریکا است که جمعیت آن در سرشماری سال ۲۰۱۰ میلادی، ۱٬۷۳۳ نفر بوده‌است.